# Donald Lewis Shaw
Donald Lewis Shaw foi um dos fundadores da pesquisa empírica sobre o agendamento midiático. Ele é um cientista social e professor - emérito da Universidade da Universidade da Carolina do Norte em Chapel Hill. Ele nasceu em Luther e Lowell Shaw no dia 27 de outubro de 1936 em Raleigh , Carolina do Norte . [1]
Shaw, oficial aposentado do Exército dos EUA, tem Ph.D. em jornalismo pela Universidade de Wisconsin e mestrado em jornalismo pela Universidade da Carolina do Norte em Chapel Hill. Trabalhou por quase três anos como repórter. Como oficial do Exército, é formado em cinco grandes escolas militares, incluindo a US Army War College e a US Naval War college. Ele foi professor - visitante em sete universidades e lecionou em mais de 20 universidades nos Estados Unidos, Europa, Oriente Médio e Ásia. [1]
Shaw é mais conhecido por seu trabalho, com Maxwell McCombs, Universidade do Texas no Austin, na hipótese do agenda-setting e por seus estudos da história da imprensa americana e sulista dos séculos XIX e XX. Começou a trabalhar na teoria do agendamento em 1966 e juntou-se a McCombs em 1967, quando McCombs foi para a UNC como professor júnior. [2] Durante a [[eleição presidencial de 1968, Shaw e McCombs coletaram dados de pesquisas de um grupo aleatório de moradores de Chapel Hill. McCombs e Shaw demonstraram que as audiências, muitas vezes, julgam a importância de uma notícia baseada em quão freqüentemente e proeminentemente ela é coberta pela mídia, indicando o grau em que a mídia molda a opinião pública. O artigo seminal de McCombs e Shaw, The Agenda-Setting Functions of Mass Media , [3] é, sem dúvida, o artigo mais citado no campo da pesquisa em comunicação de massa. [4]
Em 1977, Shaw e McCombs publicaram O Surgimento das Questões Políticas Americanas: A Função de Definição da Agenda da Imprensa , [5] que o Jornalismo e Comunicação de Massa Trimestral listou como um dos 35 principais "livros significativos de jornalismo e comunicação" do século XX. [6] Em 1999, Shaw e seus colegas publicaram o primeiro estudo de agendamelding, [7] o processo pelo qual indivíduos misturam mensagens para criar imagens pessoais da comunidade. Desde então, Shaw e seus colegas publicaram vários artigos sobre agendamelagem. Ele é o autor, ou coautor, de 18 livros, e também de quase 70 artigos acadêmicos e aproximadamente 50 resenhas de livros acadêmicos. [8] Em 2012, Shaw foi introduzido no Hall da Fama do Jornalismo da Carolina do Norte. [1]

## Selecione Publicações
- Manual de Métodos de Relatórios (1976) [9]
- O Surgimento de Questões Políticas Americanas: A Função de Definição da Agenda da Imprensa (1977) [5]
- Notícias Estrangeiras e a Ordem de Informação do Novo Mundo (1984) [10]
- A Ascensão e Queda dos Meios de Massa Americanos: Papel da Tecnologia e Liderança [11] (1991)
- Relatórios avançados: descobrindo padrões em eventos de notícias [12] (1996)
- Comunicação e democracia: explorando as fronteiras intelectuais na teoria de estabelecimento de agenda [13] (1997)
- Dançando com Emily [14] (2012)
- O conteúdo é rei: gerenciamento de mídia de notícias na era digital [15] (2015)